# Příšovice
Příšovice település Csehországban, Libereci járásban. Příšovice Žďár, Čtveřín, Svijany, Pěnčín, Všeň és Přepeře településekkel határos. Lakosainak száma 1340 fő (2024. január 1.).

## Népesség
A település lakosságának változását az alábbi diagram mutatja:
| Lakosok száma | 480  | 611  | 533  | 629  | 1501 | 1282 | 1310 | 1335 | 1283 | 1340 |
|               | 1869 | 1890 | 1921 | 1950 | 1980 | 2001 | 2017 | 2019 | 2022 | 2024 |